# Gran Metalik
Máscara Dorada (Guadalajara, 3 novembre 1988) è un wrestler messicano sotto contratto con la All Elite Wrestling e la New Japan Pro-Wrestling.
È ricordato maggiormente per i suoi trascorsi nella Consejo Mundial de Lucha Libre e nella New Japan Pro-Wrestling vincendo diversi titoli. Ha lottato anche in WWE come Gran Metalik vincendo una volta il 24/7 Championship.

## Carriera

### WWE (2016–2021)

#### Cruiserweight Classic (2016)
Metalik partecipò al torneo del Cruiserweight Classic indetto dalla WWE, sconfiggendo nei sedicesimi di finale del 23 giugno Alejandro Saez, negli ottavi Tajiri (14 luglio), nei quarti Akira Tozawa (26 agosto) e in semifinale Zack Sabre Jr. (14 settembre). Il 14 settembre stesso  affrontò in finale T.J. Perkins, ma venne sconfitto mentre Perkins conquistò il trofeo del Cruiserweight Classic e il WWE Cruiserweight Championship.

#### Rawe205 Live(2016–2018)
Dopo la sconfitta in finale nel Cruiserweight Classic, Gran Metalik fece il suo debutto nel roster di Raw il 19 settembre 2016, come membro della divisione dei pesi leggeri; lo stesso giorno partecipò ad un Fatal 4-Way match che comprendeva anche The Brian Kendrick, Cedric Alexander e Rich Swann per decretare il contendente nº1 al Cruiserweight Championship di TJ Perkins a Clash of Champions 2016 ma fu Kendrick a vincere il match. Dopo sei mesi di assenza, Metalik fece il suo ritorno (nonché il suo debutto) nella puntata di 205 Live, lo show dedicato interamente alla divisione dei pesi leggeri di Raw, dove sconfisse Drew Gulak.

#### Lucha House Party (2018–2021)

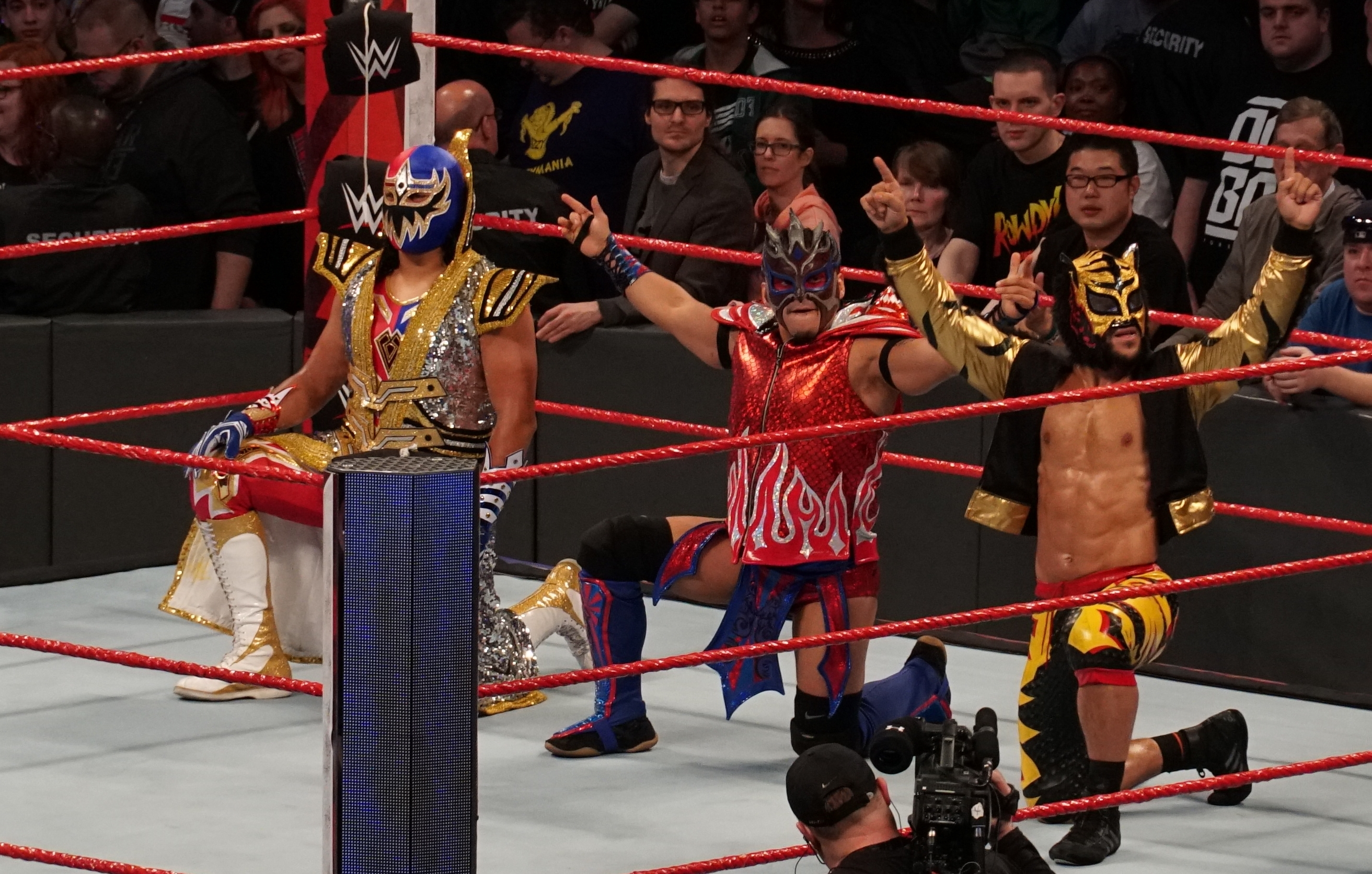
Metalik (sinistra), Kalisto (centro) e Lince Dorado (destra) durante una puntata di Main Event

Il 28 gennaio 2018, nel Kick-off di Royal Rumble, Gran Metalik, Kalisto e Lince Dorado sconfissero Drew Gulak, Gentleman Jack Gallagher e TJP. In seguito, i tre si allearono formando i Lucha House Party. Nella puntata di 205 Live del 30 gennaio Metalik venne sconfitto da Cedric Alexander negli ottavi di finale del torneo per la riassegnazione del Cruiserweight Championship. Nella puntata di Raw del 4 febbraio 2019 Metalik e Lince Dorado parteciparono ad un Fatal 4-Way match che comprendeva anche il B-Team, gli Heavy Machinery e i Revival per determinare i contendenti n° 1 al Raw Tag Team Championship di Bobby Roode e Chad Gable ma il match venne vinto dai Revival. Il 7 aprile, nel Kick-off di WrestleMania 35, Metalik partecipò all'André the Giant Memorial Battle Royal ma venne eliminato da Jinder Mahal. Nella puntata di 205 Live del 16 aprile Metalik partecipò ad un Fatal 4-Way match che comprendeva anche Akira Tozawa, Ariya Daivari e Mike Kanellis per determinare il contendente n°1 al Cruiserweight Championship di Tony Nese ma il match venne vinto da Daivari. Il 7 giugno, a Super ShowDown, i Lucha House Party vennero sconfitti da Lars Sullivan (appartenente al roster di SmackDown) in un 3-on-1 Handicap match per squalifica. Nella puntata di SmackDown dell'11 ottobre i Lucha House Party vennero trasferiti appunto nel roster dello show blu. Nella puntata di SmackDown del 6 dicembre Metalik e Lince Dorado parteciparono ad un Fatal 4-Way Tag Team Elimination match che comprendeva anche gli Heavy Machinery, Mustafa Ali e Shorty G e i Revival per determinare i contendenti n°1 allo SmackDown Tag Team Championship del New Day (Big E e Kofi Kingston) ma vennero eliminati per primi dagli Heavy Machinery. Nella puntata di SmackDown del 31 gennaio 2020 Metalik e Lince Dorado parteciparono ad un Fatal 4-Way Tag Team Elimination match che comprendeva anche gli Heavy Machinery, John Morrison e The Miz e i Revival per determinare i contendenti n°1 allo SmackDown Tag Team Championship del New Day ma il match venne vinto da Morrison e The Miz. L'8 marzo, a Elimination Chamber, Metalik e Lince Dorado parteciparono ad un Elimination Chamber match per lo SmackDown Tag Team Championship che comprendeva anche i campioni John Morrison e The Miz, Dolph Ziggler e Robert Roode, gli Heavy Machinery, il New Day e gli Usos ma il match venne vinto dai campioni. Il 10 maggio, a Money in the Bank, Metalik e Lince Dorado parteciparono ad un Fatal 4-Way Tag Team match per lo SmackDown Tag Team Championship che comprendeva anche i campioni del New Day, i Forgotten Sons (Steve Cutler e Wesley Blake) e John Morrison e The Miz ma il match venne vinto dal New Day. Nella puntata di SmackDown del 29 maggio Metalik partecipò ad una 10-man Battle Royal per ottenere il posto vacante nelle semifinali del torneo per il vacante Intercontinental Championship ma venne eliminato da King Corbin. Nella puntata di SmackDown del 24 luglio Metalik vinse un Fatal 4-Way match che comprendeva anche Drew Gulak, Lince Dorado e Shorty G, diventando il contendente n°1 all'Intercontinental Championship di AJ Styles. Nella puntata di SmackDown del 31 luglio Metalik affrontò Styles per l'Intercontinental Championship ma venne sconfitto. Nella puntata di SmackDown del 21 agosto Metalik e Lince Dorado affrontarono Cesaro e Shinsuke Nakamura per lo SmackDown Tag Team Championship ma vennero sconfitti. Il 12 ottobre, per effetto del Draft 2020, Gran Metalik e Lince Dorado passarono a Raw mentre Kalisto rimase a SmackDown, segnando dunque il suo allontanamento dai Lucha House Party. Nella puntata di Raw del 9 novembre Metalik vinse il 24/7 Championship schienando Tucker ma lo perse immediatamente dopo venendo schienato da Lince Dorado. Nella puntata speciale NXT New Year's Evil del 6 gennaio 2021 Metalik affrontò Santos Escobar per l'NXT Cruiserweight Championship ma venne sconfitto. Nella puntata di NXT del 20 gennaio i Lucha House Party sconfissero l'Imperium (Fabian Aichner e Marcel Barthel) negli ottavi di finale del Dusty Rhodes Tag Team Classic. Nella puntata di Raw del 1º febbraio i Lucha House Party affrontarono l'Hurt Business (Cedric Alexander e Shelton Benjamin) per il Raw Tag Team Championship ma vennero sconfitti. Nella puntata di NXT del 3 febbraio i Lucha House Party vennero sconfitti dal Legado del Fantasma (Joaquin Wilde e Raul Mendoza) nei quarti di finale del Dusty Rhodes Tag Team Classic. Nella puntata speciale WrestleMania SmackDown del 9 aprile Metalik partecipò all'André the Giant Memorial Battle Royal ma venne eliminato da King Corbin. Nella puntata di Raw del 6 settembre i Lucha House Party presero parte ad un Gauntlet match per determinare i contendenti n° 1 al Raw Tag Team Championship degli RK-Bro ma vennero eliminati dal New Day (Kofi Kingston e Xavier Woods).
Il 5 novembre 2021 fu licenziato insieme al suo compagno dei Lucha House Party Lince Dorado causando così lo scioglimento del team, insieme a loro sono stati licenziati anche altri numerosi colleghi.

### All Elite Wrestling (2022–presente)
Máscara Dorada fece il suo debutto il 19 settembre 2022 nella All Elite Wrestling apparendo a Dark Revelation dove venne sconfitto da Serpentico.

### Ring of Honor (2022)
Il 10 dicembre 2022 Máscara Dorada apparve nella Ring of Honor durante il Pre-show di Final Battle dove venne sconfitto da Jeff Cobb.

### Ritorno in New Japan Pro-Wrestling (2023–presente)
Máscara Dorada fece il suo debutto nel 2023 anche nella New Japan Pro-Wrestling assieme a Lince Dorado nell'NJPW Strong.

## Vita privata
Nonostante si conosca poco il suo passato, Gran Metalik ha detto di essere sposato e avere due figlie.

## Personaggio

### Mosse finali
- Dorada Screwdriver (CMLL/NJPW) / Metalik Driver (WWE) (Samoan driver)
- Ropewalk elbow drop – 2021–presente

### Soprannomi
- "The Crown Jewel of Lucha Libre"
- "El Joven Maravilla"
- "King of the Ropes"

### Musiche d'ingresso
- El Son de la Negra dei Mariachi Vargas de Tecalitlán
- Tornado di May's
- Mariachi Core di George Gabriel
- Metálico dei CFO$ (WWE; 2016–2018)
- Lucha Lucha dei CFO$ (WWE; 2018–2021; usata come membro dei Lucha House Party)
- In the Fire dei def rebel (WWE; 2021; usata come membro dei Lucha House Party)

## Titoli e riconoscimenti
- Consejo Mundial de Lucha Libre

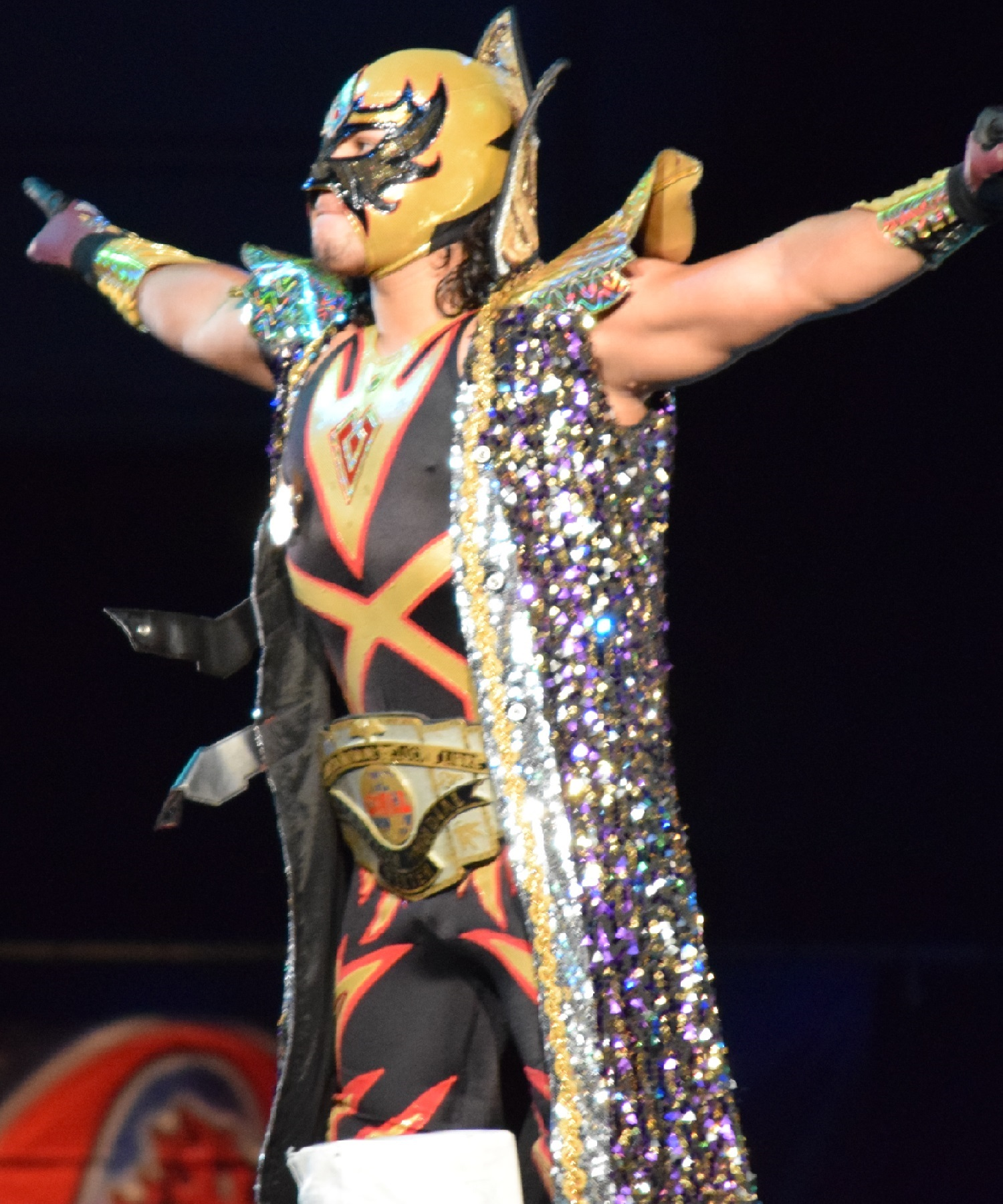
Máscara Dorada con il CMLL World Welterweight Championship, titolo che ha vinto quattro volte

  - CMLL World Super Lightweight Championship (1)
  - CMLL World Trios Championship (2) – con La Máscara e La Sombra (1) e Místico e Valiente (1)
  - CMLL World Welterweight Championship (4)
  - Mexican National Trios Championship (1) – con Metro e Stuka Jr.
  - NWA World Historic Welterweight Championship (1)
  - Occidente Welterweight Championship (1)
  - CMLL Torneo Nacional de Parejas Increibles (2010, 2011) – con Atlantis
  - Torneo Corona (2008) – con La Sombra
  - CMLL Trio of the Year (2010) – con La Máscara e La Sombra
- New Japan Pro-Wrestling
  - Fantastica Mania Tag Tournament (2015) – con Atlantis
- Pro Wrestling Illustrated
  - 130º tra i 500 migliori wrestler secondo PWI 500 (2018)
- WWE
  - WWE 24/7 Championship (1)